# Защита доступа к сети
Network Access Protection (NAP) — защита доступа к сети — технология компании Microsoft, предназначенная для контроля доступа к сети предприятия, исходя из информации о состоянии системы подключающегося компьютера. Впервые была реализована в Windows XP Service Pack 3, Windows Vista и Windows Server 2008.
С помощью NetWork Access Protection администраторы компании могут поддерживать состояние «здоровья» сети. Параметры системы клиента проверяются на соответствие политике безопасности, например: наличие свежих обновлений операционной системы, наличие антивирусной программы и состояние её обновлений, установлен и работает ли на клиенте сетевой экран. На основе этих параметров каждый компьютер получает свою оценку безопасности. Компьютер, удовлетворяющий требованиям системы контроля, получает доступ в сеть предприятия. Компьютеры, не удовлетворяющие требованиям безопасности, не смогут получить доступа в сеть или смогут получить доступ лишь в изолированную часть сети, предоставляющую сервисы для достижения клиентом требуемого уровня безопасности.